# Arroz y tartana
Arroz y tartana es una novela de Vicente Blasco Ibáñez publicada en 1894. Escrita en principio como folletín para el diario El Pueblo, que dirigía él mismo, apareció después como libro. Se trata de la primera novela costumbrista del autor, de tema valenciano.

## Argumento
Doña Manuela Pajares, viuda por dos veces, pertenece a una familia dedicada al comercio tradicional, que con mucho esfuerzo ha levantado una tienda de tejidos, Las Tres Rosas, y logrado una posición desahogada en la ciudad de Valencia. Desgraciadamente para ella, la fortuna conseguida por su primer marido fue dilapidada por el segundo, pero ella, obsesionada por mantener las apariencias de un alto nivel de vida para casar a sus dos hijas, sigue gastando por encima de sus posibilidades, y endeudándose cada vez más.
Los consejos de su hermano Juan, totalmente opuesto al modo de vida de Manuela, de nada sirven. Juanito, el hijo de Manuela es partidario de seguir con el comercio familiar, pero contagiado del ejemplo que ve a su alrededor, y con la esperanza de sacar a su madre de sus apuros económicos, comienza a jugar en la bolsa, obteniendo rápidas ganancias.
Cuando cambia la coyuntura financiera, la situación de la familia Pajares pasa a ser angustiosa.

## Interpretación
La trama argumental plantea dos maneras distintas de entender la actividad económica, por un lado el comercio tradicional, de pequeñas pero seguras ganancias, trabajo duro y vida apacible, y por otro el riesgo de invertir en Bolsa, con posibles y rápidas, pero inciertas ganancias.
El autor describe el tren de vida de la protagonista, doña Manuela, según una copla popular valenciana:

Arrós y tartana
Casaca a la moda
i rode la bola
a la valenciana
Copla popular

## Adaptaciones
En el año 2003, José Antonio Escrivá dirigió una serie para RTVE basada en la novela. Estuvo interpretada por Carmen Maura y José Sancho en los principales papeles.